# 9e étape du Tour de France 2025
Pour un article plus général, voir Tour de France 2025.
La 9e étape du Tour de France 2025 se déroule le dimanche 13 juillet 2025 entre Chinon et Châteauroux, sur une distance de 174,1 kilomètres. Il s'agit de la deuxième étape la plus rapide de l'histoire du Tour de France, celle-ci ayant été parcourue à 50,013 km/h.

## Parcours de l'étape
Au départ de Chinon, ville-étape inédite, le parcours est quasiment aussi long que celui de la veille vers Laval. Cette journée est dépourvue de difficulté répertoriée au grand prix de la montagne. Outre une incursion dans la Vienne vers Châtellerault (km 46,2), l'étape peut se résumer à une remontée de la vallée de l'Indre, entre la sous-préfecture d'Indre-et-Loire, Chinon, et la préfecture du département de l'Indre, Châteauroux, qui reçoit une arrivée du Tour pour la cinquième fois depuis 1998, avec une première victoire de Mario Cipollini, suivie de trois victoires de suite de Mark Cavendish, qui détient le record du nombre d'étapes remportées dans l'histoire du Tour de France. La cinquième ville la plus peuplée de la région Centre-Val de Loire est donc devenue un lieu prestigieux du sprint massif.
Le sprint intermédiaire prend place dans la première heure de course, à La Belle Indienne (Sérigny, Vienne, km 24,2), à hauteur de la salle polyvalente. Le parcours de l'étape traverse deux parcs naturels régionaux : Loire-Anjou-Touraine, où se situe Chinon, puis la Brenne, dans le final entre Preuilly-sur-Claise (km 84,5) et Buzançais (km 129,8). Le final est potentiellement exposé au vent avec des changements de direction fréquents. Le parcours dans Châteauroux est le même depuis la première arrivée en 1998 : avenue de Blois, place Saint-Christophe, avenue Jacques Chirac, avenue du 6 juin 1944 Débarquement Allié, rond-point Louis Deschizeaux, avenue Charles de Gaulle, boulevard de Cluis et avenue de La Châtre. La ligne d'arrivée est tracée au niveau du stade Gaston-Petit du club de La Berrichonne.

## Déroulement de la course
La 9e étape se résume à une très longue chevauchée de deux coureurs de l'équipe Alpecin-Deceuninck partis en tête de la course depuis le début de l'étape, le Néerlandais Mathieu van der Poel et le Belge Jonas Rickaert. Les deux échappés comptent jusqu’à 5 minutes et 30 secondes d’avance sur le peloton. En fin d'étape, cet avantage fond sous l'impulsion de plusieurs équipes. Rickaert se relève à six kilomètres du but et van der Poel quant à lui est repris à 700 mètres de la ligne d'arrivée. Le sprint massif est remporté par le champion d'Europe Tim Merlier (Soudal Quick-Step) qui s'impose devant le maillot vert Jonathan Milan (Lidl-Trek) et signe ainsi sa seconde victoire sur le Tour 2025. Van der Poel décrit cette échappée inattendue et semblait-il vaine comme un moyen de récompenser son coéquipier qui rêvait de monter sur un podium à l'issue d'une étape du Tour, et qui remporte ce jour le prix de la combativité. L'autre fait important de cette étape est l'abandon de João Almeida (UAE Emirates XRG), souffrant des séquelles de sa chute survenue lors de la 7e étape.

## Résultats
Cette section présente les résultats et prix obtenus au cours de l'étape.

### Classement de l'étape
| Classement de la 9e étape | Classement de la 9e étape | Classement de la 9e étape | Classement de la 9e étape | Classement de la 9e étape |
|                           | Coureur                   | Pays                      | Équipe                    | Temps                     |
| ------------------------- | ------------------------- | ------------------------- | ------------------------- | ------------------------- |
| 1er                       | Tim Merlier               | Belgique                  | Soudal Quick-Step         | en 3 h 28 min 52 s        |
| 2e                        | Jonathan Milan            | Italie                    | Lidl-Trek                 | + 0 s                     |
| 3e                        | Arnaud De Lie             | Belgique                  | Lotto                     | + 0 s                     |
| 4e                        | Pavel Bittner             | Tchéquie                  | Picnic-PostNL             | + 0 s                     |
| 5e                        | Paul Penhoët              | France                    | Groupama-FDJ              | + 0 s                     |
| 6e                        | Biniam Girmay             | Érythrée                  | Intermarché-Wanty         | + 0 s                     |
| 7e                        | Phil Bauhaus              | Allemagne                 | Bahrain Victorious        | + 0 s                     |
| 8e                        | Jordi Meeus               | Belgique                  | Red Bull-Bora-Hansgrohe   | + 0 s                     |
| 9e                        | Stian Edvardsen-Fredheim  | Norvège                   | Uno-X Mobility            | + 0 s                     |
| 10e                       | Kaden Groves              | Australie                 | Alpecin-Deceuninck        | + 0 s                     |
| modifier                  |                           |                           |                           |                           |

### Bonifications en temps
|   | Coureur        | Pays     | Équipe            | Bonifications |
| - | -------------- | -------- | ----------------- | ------------- |
| 1 | Tim Merlier    | Belgique | Soudal Quick-Step | 10 s          |
| 2 | Jonathan Milan | Italie   | Lidl-Trek         | 6 s           |
| 3 | Arnaud De Lie  | Belgique | Lotto             | 4 s           |

### Points attribués
| Sprint intermédiaire La Belle Indienne (Sérigny) (km 24,2) | Sprint intermédiaire La Belle Indienne (Sérigny) (km 24,2) | Sprint intermédiaire La Belle Indienne (Sérigny) (km 24,2) | Sprint intermédiaire La Belle Indienne (Sérigny) (km 24,2) | Sprint intermédiaire La Belle Indienne (Sérigny) (km 24,2) |
| ---------------------------------------------------------- | ---------------------------------------------------------- | ---------------------------------------------------------- | ---------------------------------------------------------- | ---------------------------------------------------------- |
|                                                            | Coureur                                                    | Pays                                                       | Équipe                                                     | Point(s)                                                   |
| 1er                                                        | Mathieu van der Poel                                       | Pays-Bas                                                   | Alpecin-Deceuninck                                         | 20                                                         |
| 2e                                                         | Jonas Rickaert                                             | Belgique                                                   | Alpecin-Deceuninck                                         | 17                                                         |
| 3e                                                         | Jonathan Milan                                             | Italie                                                     | Lidl-Trek                                                  | 15                                                         |
| 4e                                                         | Biniam Girmay                                              | Érythrée                                                   | Intermarché-Wanty                                          | 13                                                         |
| 5e                                                         | Tim Merlier                                                | Belgique                                                   | Soudal Quick-Step                                          | 11                                                         |
| 6e                                                         | Anthony Turgis                                             | France                                                     | TotalEnergies                                              | 10                                                         |
| 7e                                                         | Simone Consonni                                            | Italie                                                     | Lidl-Trek                                                  | 9                                                          |
| 8e                                                         | Bryan Coquard                                              | France                                                     | Cofidis                                                    | 8                                                          |
| 9e                                                         | Arnaud De Lie                                              | Belgique                                                   | Lotto                                                      | 7                                                          |
| 10e                                                        | Luke Plapp                                                 | Australie                                                  | Jayco AlUla                                                | 6                                                          |
| 11e                                                        | Fred Wright                                                | Royaume-Uni                                                | Bahrain Victorious                                         | 5                                                          |
| 12e                                                        | Quinn Simmons                                              | États-Unis                                                 | Lidl-Trek                                                  | 4                                                          |
| 13e                                                        | Michael Valgren                                            | Danemark                                                   | EF Education-EasyPost                                      | 3                                                          |
| 14e                                                        | Harry Sweeny                                               | Australie                                                  | EF Education-EasyPost                                      | 2                                                          |
| 15e                                                        | Jenno Berckmoes                                            | Belgique                                                   | Lotto                                                      | 1                                                          |
| modifier                                                   |                                                            |                                                            |                                                            |                                                            |

| Arrivée d'étape Châteauroux (km 174,1) | Arrivée d'étape Châteauroux (km 174,1) | Arrivée d'étape Châteauroux (km 174,1) | Arrivée d'étape Châteauroux (km 174,1) | Arrivée d'étape Châteauroux (km 174,1) |
| -------------------------------------- | -------------------------------------- | -------------------------------------- | -------------------------------------- | -------------------------------------- |
|                                        | Coureur                                | Pays                                   | Équipe                                 | Point(s)                               |
| 1er                                    | Tim Merlier                            | Belgique                               | Soudal Quick-Step                      | 50                                     |
| 2e                                     | Jonathan Milan                         | Italie                                 | Lidl-Trek                              | 30                                     |
| 3e                                     | Arnaud De Lie                          | Belgique                               | Lotto                                  | 20                                     |
| 4e                                     | Pavel Bittner                          | Tchéquie                               | Picnic-PostNL                          | 18                                     |
| 5e                                     | Paul Penhoët                           | France                                 | Groupama-FDJ                           | 16                                     |
| 6e                                     | Biniam Girmay                          | Érythrée                               | Intermarché-Wanty                      | 14                                     |
| 7e                                     | Phil Bauhaus                           | Allemagne                              | Bahrain Victorious                     | 12                                     |
| 8e                                     | Jordi Meeus                            | Belgique                               | Red Bull-Bora-Hansgrohe                | 10                                     |
| 9e                                     | Stian Edvardsen-Fredheim               | Norvège                                | Uno-X Mobility                         | 8                                      |
| 10e                                    | Kaden Groves                           | Australie                              | Alpecin-Deceuninck                     | 7                                      |
| 11e                                    | Alexis Renard                          | France                                 | Cofidis                                | 6                                      |
| 12e                                    | Pascal Ackermann                       | Allemagne                              | Israel-Premier Tech                    | 5                                      |
| 13e                                    | Arnaud Démare                          | France                                 | Arkéa-B&B Hotels                       | 4                                      |
| 14e                                    | Anthony Turgis                         | France                                 | TotalEnergies                          | 3                                      |
| 15e                                    | Dylan Groenewegen                      | Pays-Bas                               | Jayco AlUla                            | 2                                      |
| modifier                               |                                        |                                        |                                        |                                        |

### Prix de la combativité
- Jonas Rickaert (Alpecin-Deceuninck)

## Classements à l'issue de l'étape
Cette section présente le classement général et les différents classements annexes à l'issue de l'étape.

### Classement général
| Classement général | Classement général   | Classement général | Classement général      | Classement général  |
|                    | Coureur              | Pays               | Équipe                  | Temps               |
| ------------------ | -------------------- | ------------------ | ----------------------- | ------------------- |
| 1er                | Tadej Pogačar        | Slovénie           | UAE Emirates XRG        | en 33 h 17 min 22 s |
| 2e                 | Remco Evenepoel      | Belgique           | Soudal Quick-Step       | + 54 s              |
| 3e                 | Kévin Vauquelin      | France             | Arkéa-B&B Hotels        | + 1 min 11 s        |
| 4e                 | Jonas Vingegaard     | Danemark           | Visma-Lease a Bike      | + 1 min 17 s        |
| 5e                 | Matteo Jorgenson     | États-Unis         | Visma-Lease a Bike      | + 1 min 34 s        |
| 6e                 | Mathieu van der Poel | États-Unis         | Alpecin-Deceuninck      | + 1 min 46 s        |
| 7e                 | Oscar Onley          | Royaume-Uni        | Picnic-PostNL           | + 2 min 49 s        |
| 8e                 | Florian Lipowitz     | Allemagne          | Red Bull-Bora-Hansgrohe | + 3 min 2 s         |
| 9e                 | Primož Roglič        | Slovénie           | Red Bull-Bora-Hansgrohe | + 3 min 6 s         |
| 10e                | Mattias Skjelmose    | Danemark           | Lidl-Trek               | + 3 min 43 s        |
| modifier           |                      |                    |                         |                     |

| Classement par points | Classement par points | Classement par points | Classement par points | Classement par points |
| --------------------- | --------------------- | --------------------- | --------------------- | --------------------- |
|                       | Coureur               | Pays                  | Équipe                | Point(s)              |
| 1er                   | Jonathan Milan        | Italie                | Lidl-Trek             | 227 points            |
| 2e                    | Tadej Pogačar         | Slovénie              | UAE Emirates XRG      | 156 pts               |
| 3e                    | Biniam Girmay         | Érythrée              | Intermarché-Wanty     | 151 pts               |
| 4e                    | Tim Merlier           | Belgique              | Soudal Quick-Step     | 150 pts               |
| 5e                    | Mathieu van der Poel  | Pays-Bas              | Alpecin-Deceuninck    | 128 pts               |
| 6e                    | Anthony Turgis        | France                | TotalEnergies         | 106 pts               |
| 7e                    | Jonas Vingegaard      | Danemark              | Visma-Lease a Bike    | 80 pts                |
| 8e                    | Kaden Groves          | Australie             | Alpecin-Deceuninck    | 67 pts                |
| 9e                    | Remco Evenepoel       | Belgique              | Soudal Quick-Step     | 56 pts                |
| 10e                   | Oscar Onley           | Royaume-Uni           | Picnic-PostNL         | 56 pts                |
| modifier              |                       |                       |                       |                       |

| Classement du meilleur grimpeur | Classement du meilleur grimpeur | Classement du meilleur grimpeur | Classement du meilleur grimpeur | Classement du meilleur grimpeur |
| ------------------------------- | ------------------------------- | ------------------------------- | ------------------------------- | ------------------------------- |
|                                 | Coureur                         | Pays                            | Équipe                          | Point(s)                        |
| 1er                             | Tim Wellens                     | Belgique                        | UAE Emirates XRG                | 8 points                        |
| 2e                              | Tadej Pogačar                   | Slovénie                        | UAE Emirates XRG                | 7 pts                           |
| 3e                              | Ben Healy                       | Irlande                         | EF Education-EasyPost           | 4 pts                           |
| 4e                              | Jonas Vingegaard                | Danemark                        | Visma-Lease a Bike              | 4 pts                           |
| 5e                              | Ewen Costiou                    | France                          | Arkéa-B&B Hotels                | 3 pts                           |
| 6e                              | Michael Storer                  | Australie                       | Tudor                           | 3 pts                           |
| 7e                              | Quinn Simmons                   | États-Unis                      | Lidl-Trek                       | 2 pts                           |
| 8e                              | Lenny Martinez                  | France                          | Bahrain Victorious              | 2 pts                           |
| 9e                              | Benjamin Thomas                 | France                          | Cofidis                         | 2 pts                           |
| 10e                             | Kévin Vauquelin                 | France                          | Arkéa-B&B Hotels                | 1 pt                            |
| modifier                        |                                 |                                 |                                 |                                 |

| Classement général du meilleur jeune | Classement général du meilleur jeune | Classement général du meilleur jeune | Classement général du meilleur jeune | Classement général du meilleur jeune |
|                                      | Coureur                              | Pays                                 | Équipe                               | Temps                                |
| ------------------------------------ | ------------------------------------ | ------------------------------------ | ------------------------------------ | ------------------------------------ |
| 1er                                  | Remco Evenepoel                      | Belgique                             | Soudal Quick-Step                    | en 33 h 18 min 16 s                  |
| 2e                                   | Kévin Vauquelin                      | France                               | Arkéa-B&B Hotels                     | + 17 s                               |
| 3e                                   | Oscar Onley                          | Royaume-Uni                          | Picnic-PostNL                        | + 1 min 55 s                         |
| 4e                                   | Florian Lipowitz                     | Allemagne                            | Red Bull-Bora-Hansgrohe              | + 2 min 8 s                          |
| 5e                                   | Mattias Skjelmose                    | Danemark                             | Lidl-Trek                            | + 2 min 49 s                         |
| 6e                                   | Ben Healy                            | Irlande                              | EF Education-EasyPost                | + 3 min 1 s                          |
| 7e                                   | Carlos Rodríguez                     | Espagne                              | Ineos Grenadiers                     | + 3 min 57 s                         |
| 8e                                   | Romain Grégoire                      | France                               | Groupama-FDJ                         | + 10 min 15 s                        |
| 9e                                   | Jenno Berckmoes                      | Belgique                             | Lotto                                | + 10 min 46 s                        |
| 10e                                  | Axel Laurance                        | France                               | Ineos Grenadiers                     | + 18 min 44 s                        |
| modifier                             |                                      |                                      |                                      |                                      |

| Classement par équipes | Classement par équipes     | Classement par équipes | Classement par équipes |
|                        | Équipe                     | Pays                   | Temps                  |
| ---------------------- | -------------------------- | ---------------------- | ---------------------- |
| 1re                    | Visma-Lease a Bike         | Pays-Bas               | en 99 h 56 min 32 s    |
| 2e                     | UAE Emirates XRG           | Émirats arabes unis    | + 7 min 53 s           |
| 3e                     | Groupama-FDJ               | France                 | + 13 min 7 s           |
| 4e                     | Arkéa-B&B Hotels           | France                 | + 14 min 17 s          |
| 5e                     | Decathlon-AG2R La Mondiale | France                 | + 16 min 37 s          |
| 6e                     | Red Bull-Bora-Hansgrohe    | Allemagne              | + 20 min 36 s          |
| 7e                     | Ineos Grenadiers           | Royaume-Uni            | + 23 min 42 s          |
| 8e                     | EF Education-EasyPost      | États-Unis             | + 26 min 16 s          |
| 9e                     | TotalEnergies              | France                 | + 28 min 6 s           |
| 10e                    | Picnic-PostNL              | Pays-Bas               | + 28 min 20 s          |
| modifier               |                            |                        |                        |

## Abandon(s)
Un coureur a abandonné au cours de l'étape : 
- João Almeida (UAE Emirates XRG) : abandon